# Nahr Al Mot
Le Nahr Al Mot est un fleuve côtier libanais long de quelques kilomètres issu de ruisseaux saisonniers de la région du Metn et qui se jette dans la mer Méditerranée au niveau de Jdeideh, au nord de Beyrouth. Ce fleuve est totalement à sec durant la moitié de l'année et n'est pas navigable.